# Туниски национални квартет
Туниски национални квартет (енгл. Tunisian National Dialogue Quartet, арап. الرباعي التونسي للحوار الوطني‎) је група од четири туниске организације које раде на увођењу и обезбеђивању демократских процеса у Тунису, после Побуне у Тунису, познате под називом Револуција јасмина 2011. године.

## Оснивање квартета
Квартет је основан у децембру 2013. године када су демократски процеси у Тунису били пред изумирањем због политичких атентата и тешких социјалних немира у земљи.
Квартет се састоји од четири организације из различитих сектора: 
- запошљавања,
- социјалне заштите,
- судства и
- људских права.

Следеће организације су чланице квартета:
- Општи синдикат Туниса (UGTT)
- Туниска конфедерација индустрије, трговине и рукотворина (UTICA)
- Туниска лига за људска права (LDTH)
- Национална адвокатска комора.

## Нобелова награда
Туниски национални квартет добио је Нобелову награду за мир 2015. године, за кључни допринос изградњи плуралистичког друштва у Тунису након Јасминове револуције 2011. године. 